# Nao Hibino
Nao Hibino (japanisch 日比野 菜緒 Hibino Nao; * 28. November 1994 in Ichinomiya, Präfektur Aichi) ist eine japanische Tennisspielerin.

## Karriere
Hibino begann mit zehn Jahren mit dem Tennisspielen, ihr bevorzugter Belag ist der Hartplatz. Als Juniorin erreichte sie 2011 jeweils die zweite Runde bei den Australian Open sowie in Wimbledon. 2012 debütierte sie auf dem ITF Women’s Circuit und gewann ihre ersten drei Titel. Im Jahr darauf siegte sie in Tsukuba erstmals bei einem Turnier der $25.000-Kategorie.
2014 startete Hibino bei den US Open erstmals in der Qualifikation zu einem Grand-Slam-Turnier und verlor in der zweiten Runde. Der internationale Durchbruch gelang ihr dann in der Folgesaison, als sie zunächst drei ITF-Titel der $50.000-Kategorie gewinnen konnte und anschließend in Tokio bei ihrer ersten Hauptfeldteilnahme bei einem Turnier der WTA Tour auf Anhieb ihren ersten Sieg gegen ihre Landsfrau Hiroko Kuwata landete. In Taschkent gewann sie danach völlig überraschend und ohne Satzverlust ihren ersten WTA-Titel nach einem Endspielsieg über Donna Vekić. Es folgte ein weiteres Halbfinale bei einem Turnier der WTA Challenger Series in Hua Hin sowie die Finalteilnahme am ITF-Turnier der $100.000-Kategorie in Tokio, sodass sie die Saison 2015 erstmals souverän in den Top 100 der Weltrangliste abschloss.
2016 spielte Hibino vor allem kleinere Turniere auf der WTA Tour und erreichte dabei mehrfach die Runde der letzten Acht. Außerdem stand sie erstmals bei allen vier Grand-Slam-Turnieren im Hauptfeld, doch schied sie jeweils in der ersten Runde aus. Anfang des Jahres erzielte sie mit Position 56 ihre bislang beste Weltranglistenplatzierung. In Taschkent kam sie erneut ins Finale, musste sich dieses Mal aber Kristýna Plíšková in drei Sätzen geschlagen geben. Bei ihrer ersten Teilnahme an den Olympischen Sommerspielen in Rio de Janeiro besiegte sie zum Auftakt Irina-Camelia Begu, bevor sie in der zweiten Runde Garbiñe Muguruza unterlag. Obwohl ihre Leistungen im darauffolgenden Jahr stagnierten, erreichte sie 2017 zwei weitere WTA-Finals: In Kuala Lumpur, das sie gegen Ashleigh Barty verlor und in Nanchang, wo sie sich Peng Shuai geschlagen geben musste. Im Doppel konnte sie in Monterrey zusammen mit Alicia Rosolska ihren ersten WTA-Titel feiern. Aufgrund eines weiteren Finaleinzugs beim ITF-Turnier in Liuzhou konnte sie das Jahr zum dritten Mal in Folge unter den Top 100 der Welt beenden. Zudem gelang ihr in New York gegen Catherine Bellis ihr erster Erfolg im Hauptfeld eines Grand-Slam-Turniers; in der zweiten Runde scheiterte sie in drei Sätzen an Lucie Šafářová.
Nach einem schwächeren Jahr 2018, errang sie 2019 in Hiroshima vor heimischer Kulisse nach einem Endspielsieg über ihrer Landsfrau Misaki Doi ihren zweiten WTA-Titel im Einzel. Das anschließende Doppelfinale gewann sie an der Seite von Misaki Doi. 2020 konnte sie als Qualifikantin in Melbourne erstmals die erste Runde überstehen, in der sie Peng Shuai in drei Sätzen schlug, bevor sie gegen Maria Sakkari ausschied. Im Viertelfinale des WTA-Turniers in Hua Hin konnte sie mit Elina Switolina erstmals eine Spielerin aus den Top 10 schlagen; im Halbfinale unterlag sie dann Leonie Küng.
2016 debütierte sie für die japanische Fed-Cup-Mannschaft. Seitdem hat sie für ihr Land elf Einzelpartien bestritten, von denen sie sechs gewinnen konnte.

## Turniersiege

### Einzel
| Nr. | Datum              | Turnier   | Kategorie         | Belag           | Finalgegnerin     | Ergebnis      |
| --- | ------------------ | --------- | ----------------- | --------------- | ----------------- | ------------- |
| 1.  | 17. Juni 2012      | Tokio     | ITF $10.000       | Hartplatz       | Mari Tanaka       | 6:0, 6:2      |
| 2.  | 24. Juni 2012      | Mie       | ITF $10.000       | Rasen           | Yurina Koshino    | 6:2, 0:6, 6:3 |
| 3.  | 14. September 2012 | Kyōto     | ITF $10.000       | Teppich (Halle) | Yūki Tanaka       | 6:4, 2:6, 6:2 |
| 4.  | 1. September 2013  | Tsukuba   | ITF $25.000       | Hartplatz       | Erika Sema        | 6:4, 7:62     |
| 5.  | 17. Mai 2015       | Kurume    | ITF $50.000       | Rasen           | Eri Hozumi        | 6:3, 6:1      |
| 6.  | 19. Juli 2015      | Stockton  | ITF $50.000       | Hartplatz       | An-Sophie Mestach | 6:1, 7:66     |
| 7.  | 2. August 2015     | Lexington | ITF $50.000       | Hartplatz       | Samantha Crawford | 6:2, 6:1      |
| 8.  | 3. Oktober 2015    | Taschkent | WTA International | Hartplatz       | Donna Vekić       | 6:2, 6:2      |
| 9.  | 15. Juli 2018      | Honolulu  | ITF $60.000       | Hartplatz       | Jessica Pegula    | 6:0, 6:2      |
| 10. | 15. September 2019 | Hiroshima | WTA International | Hartplatz       | Misaki Doi        | 6:3, 6:2      |
| 11. | 9. April 2023      | Kashiwa   | ITF W25           | Hartplatz       | Jang Su-jeong     | 6:4, 6:3      |
| 12. | 7. August 2023     | Prag      | WTA 250           | Hartplatz       | Linda Nosková     | 6:4, 6:1      |

### Doppel
| Nr. | Datum              | Turnier        | Kategorie         | Belag             | Partnerin            | Finalgegnerinnen                          | Ergebnis          |
| --- | ------------------ | -------------- | ----------------- | ----------------- | -------------------- | ----------------------------------------- | ----------------- |
| 1.  | 14. September 2012 | Kyoto          | ITF $10.000       | Teppich (Halle)   | Emi Mutaguchi        | Miyu Katō Misaki Mori                     | 6:4, 6:3          |
| 2.  | 25. Mai 2013       | Goyang         | ITF $25.000       | Hartplatz         | Akiko Omae           | Han Na-lae Yoo Mi                         | 6:4, 6:4          |
| 3.  | 3. April 2015      | Bangkok        | ITF $15.000       | Hartplatz         | Miyu Katō            | Miyabi Inoue Akiko Omae                   | 6:4, 6:2          |
| 4.  | 1. August 2015     | Lexington      | ITF $50.000       | Hartplatz         | Emily Webley-Smith   | Nicha Lertpitaksinchai Peangtarn Plipuech | 6:2, 6:2          |
| 5.  | 30. Oktober 2016   | Poitiers       | ITF $100.000      | Hartplatz (Halle) | Alicja Rosolska      | Alexandra Cadanțu Nicola Geuer            | 6:0, 6:0          |
| 6.  | 9. April 2017      | Monterrey      | WTA International | Hartplatz         | Alicja Rosolska      | Dalila Jakupović Nadija Kitschenok        | 6:2, 7:64         |
| 7.  | 20. Oktober 2018   | Suzhou         | ITF $100.000      | Hartplatz         | Misaki Doi           | Luksika Kumkhum Peangtarn Plipuech        | 6:2, 6:3          |
| 8.  | 17. August 2019    | Vancouver      | ITF W100          | Hartplatz         | Miyu Katō            | Naomi Broady Erin Routliffe               | 6:2, 6:2          |
| 9.  | 14. September 2019 | Hiroshima      | WTA International | Hartplatz         | Misaki Doi           | Christina McHale Walerija Sawinych        | 3:6, 6:4, [10:4]  |
| 10. | 9. November 2019   | Shenzhen       | ITF W100          | Hartplatz         | Makoto Ninomiya      | Sofia Shapatava Emily Webley-Smith        | 6:4, 6:0          |
| 11. | 8. Mai 2022        | Bonita Springs | ITF W100          | Sand              | Tímea Babos          | Wolha Hawarzowa Katarzyna Kawa            | 6:4, 3:6, [10:7]  |
| 12. | 2. Oktober 2022    | Templeton      | ITF W60           | Hartplatz         | Sabrina Santamaria   | Sophie Chang Katarzyna Kawa               | 6:4, 7:64         |
| 13. | 23. Juni 2023      | Ilkley         | ITF W100          | Rasen             | Natalija Stevanović  | Maja Chwalińska Jesika Malečková          | 7:610, 7:65       |
| 14. | 7. August 2023     | Prag           | WTA 250           | Hartplatz         | Oksana Kalaschnikowa | Quinn Gleason Elixane Lechemia            | 6:77, 7:5, [10:3] |

## Abschneiden bei Grand-Slam-Turnieren

### Einzel
| Turnier         | 2014 | 2015 | 2016 | 2017 | 2018 | 2019 | 2020 | 2021 | 2022 | 2023 | 2024 | 2025 | Karriere |
| --------------- | ---- | ---- | ---- | ---- | ---- | ---- | ---- | ---- | ---- | ---- | ---- | ---- | -------- |
| Australian Open | —    | —    | 1    | 1    | 1    | Q1   | 2    | 2    | 1    | Q3   | 1    | 1    | 2        |
| French Open     | —    | —    | 1    | 1    | Q1   | Q3   | 2    | 2    | Q3   | 1    | 1    | 2    | 2        |
| Wimbledon       | —    | Q2   | 1    | 1    | —    | Q1   |      | 2    | —    | 1    | 1    | Q1   | 2        |
| US Open         | Q2   | Q3   | 1    | 2    | Q2   | Q2   | 1    | 1    | Q3   | Q1   | 1    |      | 2        |

Zeichenerklärung: S = Turniersieg; F, HF, VF, AF = Einzug ins Finale / Halbfinale / Viertelfinale / Achtelfinale; 1, 2, 3 = Ausscheiden in der 1. / 2. / 3. Hauptrunde; Q1, Q2, Q3 = Ausscheiden in der 1. / 2. / 3. Qualifikationsrunde; nicht ausgetragen

### Doppel
| Turnier         | 2016 | 2017 | 2018 | 2019 | 2020 | 2021 | 2022 | 2023 | 2024 | Karriere |
| --------------- | ---- | ---- | ---- | ---- | ---- | ---- | ---- | ---- | ---- | -------- |
| Australian Open | 1    | 2    | 1    | AF   | 2    | 1    | 2    | —    | —    | AF       |
| French Open     | 2    | AF   | 2    | 1    | 1    | 2    | —    | —    | 2    | AF       |
| Wimbledon       | 1    | 1    | —    | 1    |      | 2    | —    | —    | 2    | 2        |
| US Open         | AF   | 2    | AF   | 1    | 1    | 1    | —    | —    | —    | AF       |